# Hasta Mañana
"Hasta Mañana" (Até Amanhã), que originalmente foi intitulada "Who's Gonna Love You?" (Quem vai te amar?), é a quarta faixa no álbum Waterloo do grupo pop sueco ABBA.
Pensando que Waterloo era muito arriscado, a segunda opção para participar do Festival Eurovisão da Canção foi a balada "Hasta Mañana", como eles pensaram que era mais o estilo do concurso. Mas eles deveriam participar com Waterloo, principalmente porque a música tinha Agnetha Fältskog e Anni-Frid Lyngstad como vocais principais, enquanto Hasta Mañana tinha Agnetha como vocalista principal , e com isso o grupo acreditava que  daria uma impressão errada deles para o mundo.
Na Austrália, "Hasta Mañana" foi usada mais tarde como um lado B de "So Long" (que nunca foi cartografado). Depois de ser destaque no especial de TV "The Best Of ABBA", transmitido em Março de 1976, a canção se tornou um hit Top 20 na Austrália e hit Top 10 na Nova Zelândia.

## Posições
Em alguns países, esta canção foi lançada como um single do álbum Waterloo.
| Paradas musicais de 1974          | Posição |
| --------------------------------- | ------- |
| Paradas musicais da Austrália     | 16      |
| Paradas musicais da Itália        | 30      |
| Paradas musicais da Nova Zelândia | 9       |
| Paradas musicais da África do Sul | 2       |
| Paradas musicais da Suíça         | 1       |

## Versão em espanhol
Hasta Mañana, pelo seu título e seu som era uma inclusão natural para o álbum do ABBA em espanhol. Foi traduzida por Buddy McCluskey e Mary McCluskey, e foi gravada em 7 de janeiro de 1980, na Polar Music. É a faixa #9 do álbum Gracias Por La Música, a faixa #9 de ABBA Oro: Grandes Éxitos e faixa bônus de "Waterloo".
Foi lançada como single promocional na Argentina em 1980, com "Al Andar" no lado B.

## Versões cover
- Lena Andersson gravou versões da música em alemão e inglês, todas usando a música de fundo original do ABBA. Esta gravação foi primeiro lugar na Suécia em 1975.[3]
- Em 1975, a cantora polaca Anna Jantar gravou uma versão polonesa da música.
- Em 1975, a cantora australiana Judy Stone lançou sua própria gravação como um single lado A.
- Em 1977, a canção foi abrangida pela cantora americana Debby Boone e lançada como lado B de seu single "You Light Up My Life".
- Na compilação de 1992, ABBA - The Tribute, a canção foi gravada pela grupo Army of Lovers.[4] Esta gravação também foi incluída no álbum de 1999, ABBA: A Tribute - The 25th Anniversary Celebration.